# Сен Ло
 Тази статия е за града във Франция.  За окръга вижте Сен Ло (окръг).  
Сен Ло (на френски: Saint-Lô) е град в северозападна Франция, административен център на департамента Манш и на окръг Сен Ло в регион Нормандия. Населението му е около 19 000 души (2018).
Разположен е на 14 метра надморска височина в Армориканските възвишения, на 27 километра южно от бреговете на протока Ла Манш и на 54 километра западно от Кан. Селището е известно от галската епоха, през Втората световна война е тежко засегнато от Операция „Овърлорд“, а днес е център на малка агломерация.

## Известни личности
Родени в Сен Ло
- Юрбен Льоверие (1811 – 1877), астроном